# 失われた世代
失われた世代（うしなわれたせだい）、ロストジェネレーション（英: Lost Generation）とは
1. 1920年代から1930年代に活躍したアメリカ合衆国の作家の一群。広義では、欧米諸国で第一次世界大戦に遭遇して、従来の価値観に懐疑的である世代も指す。 →本項で解説
2. 1990年代にアメリカ合衆国において薬物乱用や犯罪を繰り返す10代の若者が社会問題となり、新たな失われた世代と呼ばれた。
3. 1990年代以後のアフリカ諸国において学校教育を受けずに犯罪を繰り返す青年が社会問題となり、それらの青年を指して呼んだ。
4. 日本の1990年代のバブル崩壊以降の就職氷河期世代の別称。

文学史における失われた世代 (Lost Generation) は、1920年代から1930年代に活躍したアメリカ合衆国の小説家を指す語である。広義では、欧米諸国で20代の時に第一次大戦に遭遇して、従来の価値観に懐疑的になった世代も指す。生年で見ると、1880年代中期から1890年代（あるいは19世紀末の1900年）までに生まれた世代とされる。

## 概要

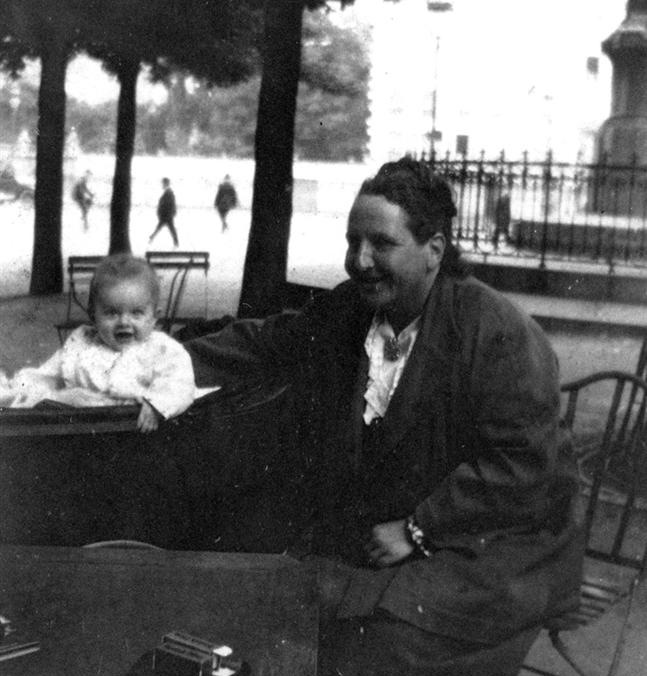
ヘミングウェイの息子バンビとガートルード・スタイン（1924年）

「ロストジェネレーション」という言葉は第一次大戦後の1920年代にパリに滞在していたアーネスト・ヘミングウェイに対しガートルード・スタインが投げかけた台詞（You are all a lost generation. あなたたちは皆、失われた世代なのよ。）に由来し、酒や享楽に溺れる「自堕落な世代」を意味していた。（正確には「失われた世代」は誤訳に近いものであるが、日本ではこの語で定着している）。ヘミングウェイがこの台詞を『日はまた昇る』のエピグラフに引用し広く知られるようになった。
第一次世界大戦後の当時、アーネスト・ヘミングウェイ、シャーウッド・アンダーソン、ジョン・ドス・パソス、画家のワルド・パース、シェイクスピア・アンド・カンパニー書店店主のシルビア・ビーチ、詩人ではE・E・カミングス、エズラ・パウンド、批評家ではマルカム・カウリーそしてスタイン自身など、パリで生活したアメリカ人の一群がいた。F・スコット・フィッツジェラルドもこの頃パリに旅行し、スタインらと交友を持った。
ヘミングウェイの『日はまた昇る』（1926年）やフィッツジェラルド『グレート・ギャツビー』（1925年）などの作品はロストジェネレーションの文学と呼ばれた。延いては、文学だけでなく、「第一次大戦後に青年期を迎えたアメリカ人」も指すようになった。
「ロスト」という語は「失った」という意味を持つ一方で、「迷子の」「行き場の無い」という意味も持つ。「ロストジェネレーション」は「失われた世代」と訳されるが、「迷子世代」「迷える世代」と訳される場合もある。この世代が、第一次大戦により、旧来の価値観に対する動揺や、戦死といった災禍に襲われた経験もまた、「ロストジェネレーション」という語を生んだ背景になっている。
ヨーロッパでは、ロストジェネレーションは「1914年世代」とも呼ばれている（1914年は第一次世界大戦の始まった年）。フランスでは「炎の世代 (Génération au Feu) 」とも呼ばれている。
なお、1980年代後半に繁栄の空虚さを小説に描いたアメリカ現代小説の作家グループは、「ニュー・ロスト・ジェネレーション（New Lost Generation）」（あらかじめ失われた世代）と呼ばれた。代表にジェイ・マキナニーやブレット・イーストン・エリスがいる。

## 特徴
| アメリカ合衆国の世代 *=諸説あり ?=世代の期間が定まっていない ^=シュトラウス=ハウ世代理論         | アメリカ合衆国の世代 *=諸説あり ?=世代の期間が定まっていない ^=シュトラウス=ハウ世代理論 |
| ------------------------------------------------------------------------------------------------ | ---------------------------------------------------------------------------------------- |
|                                                                                                  |                                                                                          |
| ○○世代                                                                                           | 期間                                                                                     |
| ^清教徒世代                                                                                      | 1588 - 1617                                                                              |
| 清教徒の目覚め                                                                                   | 1621 - 1649                                                                              |
| ^騎士道世代 ^栄光の世代 ^啓蒙世代 ^覚醒世代                                                      | 1618 - 1648 1648 - 1673 1674 - 1700 1701 - 1723                                          |
| 第一次大覚醒                                                                                     | 1727 - 1746                                                                              |
| ^自由世代 ^共和世代 ^妥協世代                                                                    | 1724 - 1741 1742 - 1766 1767 - 1791                                                      |
| 第二次大覚醒                                                                                     | 1790 - 1844                                                                              |
| 超自然世代 ^超越世代 ^メッキ世代 ^進歩世代                                                       | 1789 - 1819 1792 - 1821 1822 - 1842 1843 - 1859                                          |
| 第三次大覚醒                                                                                     | 1886 - 1908                                                                              |
| ^布教世代 失われた世代 戦間期世代 最も偉大な世代 ^G.I.世代                                       | 1860 - 1882 *1883 - 1900 1901 - 1913 *1901 - 1927 1901 - 1927                            |
| ジャズ・エイジ                                                                                   | 1918 - 1929                                                                              |
| ビート・ジェネレーション 沈黙の世代 ベビーブーマー ジョーンズ世代                                | 1914 - 1929 *1928 - 1945 *1946 - 1964 1954 - 1965                                        |
| 意識革命                                                                                         | 1964 - 1984                                                                              |
| X世代 ^13世代 MTV世代 ブーメラン世代                                                             | *1965 - 1980 1961 - 1981 1974 - 1985 1977 - 1986                                         |
| 文化戦争                                                                                         | 1980s - present                                                                          |
| デジタルネイティブ ミレニアルズ（Y世代） Z世代 ^ニュー・サイレント・ジェネレーション α世代 β世代 | *1976 - present *1980 - 1995 *1996 - 2010 ? *1990 - 2009 ? *2013 - 2028 ? *2025 - 2039 ? |

ロストジェネレーションの人々は、第一次大戦における大量の犠牲により、親世代が持つヴィクトリア期のモラルに対して冷笑的になったとされる。また、第一次大戦に遭遇したが故に、社会と既成の価値観に絶望し、その中で生きる指針を失い、社会の中で迷った世代である。どの世代の例に漏れず、この例に該当する者と該当しない者の双方が存在した。
ロストジェネレーションは、20代の青年期を第一次大戦に蹂躙され、戦死したり、生き残ったが社会生活に支障を来たす負傷をした者も多い。40代に当たる1930年代には世界恐慌に遭遇し、50代を第二次大戦に蹂躙されるという、「貧乏くじ世代」であったとも言える。
ロストジェネレーションの子供世代はビート・ジェネレーションと呼ばれており、純粋なアメリカ文化と言われるジャズが花開いた時代（ジャズ・エイジ）に9歳までの時期を過ごしたが、10代の少年期を世界恐慌に蹂躙され、20代の青年期を第二次大戦に蹂躙されるという、これまた「貧乏くじ世代」であったとも言える。
ロストジェネレーションの人々の中には、当時のアメリカ文化がヨーロッパに存在する文明性を欠いていると考えた者もいた。彼らは「ローリング・トゥエンティーズ」と呼ばれる好景気に沸いていたアメリカを後にして、その時間の多くをヨーロッパ、中でもパリを中心に生活していた。この期間に生み出された文学作品の中に、後にアメリカ文学における傑作と目される作品も多い。

## 南米・アフリカ・インド・イラク・フランス・オーストラリア
1990年代に、南アフリカやラテンアメリカ、インド・イラク・フランス・オーストラリアの教育を受けていないLost Generationが、武装し強盗や強姦を繰り返すことが世界的な社会問題となった。スタインが「You are all a lost generation.」と述べた時と同様に、「自堕落な世代」というニュアンスで用いられている。
- The Politics of Education: South Africa's Lost Generation. (EJ429512) Author(s): Green, Max Source: American Enterprise, v2 n3 p12-15 May-Jun 1991
- Children in the Streets: Latin America's Lost Generation. (EJ508908) Author(s): Rizzini, Irene; Lusk, Mark W. Source: Children and Youth Services Review, v17 n3 p391-400 1995

1. - その他Lost Generationについて書かれた文献一覧:

## 日本における「失われた世代」と語彙の違い
アメリカでは1990年代に、ドラッグに溺れ略奪や殺人などを繰り返す「新たな失われた世代 (New Lost Generation)」に悩まされ、文字の読み書きを教え、労働へ導くべきだという議論が繰り返された。
一方、日本でも2000年代に入り、一部のメディアを中心にバブル崩壊後の就職氷河期世代に対して「失われた世代 (ロスト・ジェネレーション、ロスジェネ)」という語が使われるようになったが、アメリカの上記のケースとはニュアンスがかなり異なるため、日本国外での「Lost Generation」概念と一致するわけではない。労働問題に起因している点は同様であるが、日本国外で"Lost Generation"といえば、殺人強盗集団のような暴力的な不良青年のイメージがある（日本では必ずしも暴力的な集団を指しているわけではない）。日本の「失われた世代」は概ね団塊ジュニア、ポスト団塊ジュニアと呼ばれる世代（1971年昭和46年 - 1974年昭和49年生まれ）、（1975年昭和50年 - 1981年昭和56年生まれ）に該当し、アメリカの「Generation Y」(Millennials) と呼ばれる世代、韓国の88万ウォン世代、北朝鮮のチャンマダン世代（苦難の行軍期に育った世代）とも時代が重なる。